# Frank L. Shaw
Pour les articles homonymes, voir Shaw.
Frank L. Shaw (né le 1er février 1877 à Warwick en Ontario, mort le 24 janvier 1958) est un homme politique américain.

## Biographie
Il fait ses études à Denver (Colorado) et Joplin (Missouri). Il arrive à Los Angeles en 1909.
Il est maire de Los Angeles entre 1933 et 1938. Son administration est perçue comme une des plus corrompues de l'histoire de Los Angeles,. Fletcher Bowron lui succède en 1938.
Il meurt d'un cancer en 1958 à l'âge de 80 ans.